# 桑迪河 (俄勒冈州)
桑迪河（英語：Sandy River）是哥倫比亞河的一条支流，长约56-英里（90-），位于美国俄勒冈州西北部。经美國地質調查局（USGS）测算，桑迪河与Bull Run River汇合处（距离河口18.4英里（29.6））的平均流量为2,300立方英尺每秒（65立方每秒）。